# Big Bear Lake
Big Bear Lake är en stad (city) i San Bernardino County, i delstaten Kalifornien, USA. Enligt United States Census Bureau har staden en folkmängd på 5 094 invånare (2011) och en landarea på 16,4 km².